# The Emerald City of Oz
The Emerald City of Oz é o sexto livro cuja ação transcorre na Terra de Oz, escrito por L. Frank Baum e ilustrado por John R. Neill, originalmente publicado em 20 de julho de 1910. Foi adaptado para um filme de animação canadense em 1987.